# 간통
간통(姦通, 영어: adultery, philandery)은 정조의 의무 위반 행위로, 배우자가 있는 사람과 그의 배우자가 아닌 이성(異性)이 자발적으로 성교하는 것을 말한다. 간통은 위법행위로 재판상 이혼의 사유가 되고, 위자료 청구의 원인이 된다.
간통을 형사 처벌하는 간통죄는 20세기에 들어서 유럽 국가들을 시작으로 점차 폐지되었고, '간통죄'를 폐지한 대부분의 일부일처제 국가에서는 혼인 생활의 보호를 위하여 '중혼죄'를 두고 있다. 2015년 2월 26일 대한민국의 헌법재판소는 '형법 241조(간통)는 헌법에 위반된다'고 결정하였고, 2016년 1월 6일 형법에서 삭제되었다.

## 입법례
기독교의 십계명에 "남의 아내를 탐내지 마라."라는 규정이 있을 정도로 간통죄의 역사는 오래되었다. 역사적으로 간통죄는 '아내가 낳은 자녀가 남편의 핏줄'이라는 부계혈통(父系血統)의 진정성을 확보하기 위한 법이었으므로, 간통한 유부녀와 상간남(相姦男)이 처벌의 대상이었다. 20세기에 양성평등이 고양되면서 간통죄는 폐지냐, 남녀쌍벌(유부남의 간통행위도 처벌하는 것)이냐는 양자택일의 기로에 서게 되었고, 20세기 중후반부터는 점차 폐지가 대세를 이루었다.
유럽 국가들 중에서 노르웨이는 1927년에, 덴마크는 1930년에, 네덜란드와 스웨덴은 1937년에, 독일은 1969년에, 프랑스는 1975년에 간통죄를 폐지하였고, 비교적 최근까지 간통죄 규정을 존치시키고 있던 스위스와 오스트리아도 각각 1989년과 1996년에 이를 비범죄화하였다.
미국의 경우에도 1950년대까지는 거의 모든 주가 간통을 처벌하는 규정을 두었지만, 현재는 대다수의 주에서 간통을 비범죄화하였고 간통 처벌 규정을 두는 일부 주에서도 중혼적 사실혼에 해당하지 않으면 기소하는 경우가 거의 없기 때문에 사문화되었다.
미국 모범 형법전에서는 간통죄의 폐지를 권고하고 있다.
필리핀, 중동 국가들에서는 간통이 범죄이지만, 이슬람권 국가를 제외하고는 실제 형사처벌하는 경우는 드물다.

## 대한민국 형법의 간통죄

### 역사
간통죄에 대한 처벌 규정은 고조선의 팔조법금(八條法禁)에서부터 존재했을 것으로 보는 것이 통설이다. 역사적으로 간통에 대한 처벌 규정은 내용에 다소 변화가 있었으나 계속 존속하여 왔다.
1905년 4월 20일 대한제국 법률 제3호로 공포된 형법대전은 제265조에서 간통한 유부녀와 상간자를 6월 이상 2년 이하의 유기징역에 처한다고 규정하였다. 1912년 4월 1일부터 시행된 조선형사령에 따라 의용한 일본 구 형법에서도 간통한 유부녀와 상간자를 2년 이하의 징역에 처하였다.(동법 제183조)
일본은 패망 2년 뒤인 1947년 10월 26일 형법을 개정해 간통죄를 폐지하였으나, 이후에도 대한민국에서는 일본 구 형법에 따라 간통죄를 처벌하였다. 대한민국 형법 제정(1953.9.18) 당시에는 기혼남성들의 축첩과 이러한 악습을 타파하자는 여성들의 축첩반대운동이 사회의 중요한 이슈였기 때문에, 간통죄의 존속에 관한 여러 논란에도 불구하고 대한민국 국회는 유부남의 간통행위도 처벌하는 남녀쌍벌안을 출석 의원(110명)의 과반이 조금 넘는 57표의 찬성으로 통과시켰다.

400여조에 달하는 형법안의 심의는 무더운 초여름에 지루한 감이 없지 않았는데 제257조 간통죄의 조문심의만은 역시 재미있는 문제인 양 방청석에는 여성들이 대부분이었으며, 변진갑 의원은 '간통죄를 삭제하되 축첩(蓄妾)은 중혼죄의 중혼(重婚)으로 간주한다'는 수정안을 제출하는 한편 손수 방청석의 여성들에게 인쇄물을 배부하는 등 여성의원보다도 친절하였다.
일제시대에 있어서 간통죄란 여성에게만 적용되었는데 원안에는 쌍벌제(雙罰制)를 채택하였다. 그러나, 법안심의위에서는 남녀동등권의 정신 밑에 쌍벌제를 택해 봐야 연약한 여성이 실질상으로 보아 남성을 제재한다는 것은 어려운 일이니 삭제하여 자기들의 합의로써 해결을 짓는 것이 더욱 좋은 효과를 가져올 수 있지 않느냐는 반론이 있었다.

잠잠하던 의사당은 간통죄의 의견백출로 한때 소란했는데, 방청석엔 모윤숙 여사를 필두로 모든 여성들이 쌍벌제를 열렬히 주장하였다. 아마도 오늘의 통과는 이 애끓는 여성들의 적공(積功)일 것이다.— 경향신문, 1953년 7월 5일 2면 기사

### 조문
제241조(간통) ① 배우자 있는 자가 간통한 때에는 2년 이하의 징역에 처한다. 그와 상간한 자도 같다.
② 전항의 죄는 배우자의 고소가 있어야 논한다. 단, 배우자가 간통을 종용 또는 유서한 때에는 고소할 수 없다.— 형법

제229조(배우자의 고소) ① 「형법」 제241조의 경우에는 혼인이 해소되거나 이혼소송을 제기한 후가 아니면 고소할 수 없다.
② 전항의 경우에 다시 혼인을 하거나 이혼소송을 취하한 때에는 고소는 취소된 것으로 간주한다.— 형사소송법

### 폐지
대한민국에서 간통은 형법 제241조에 따라 형사 처벌되었는데, 사적인 영역의 일에 형법이 개입하는 것은 위헌이라는 의견이 형법 제정 이후 꾸준히 제기되어 왔다. 헌법재판소는 1990년, 1993년, 2001년, 2008년 네 차례에 걸쳐 간통죄가 합헌이라고 결정하였다. 이때 권성 재판관 등이 소수의견으로 위헌이라고 주장하면서 내세운 "간통은 윤리적 비난 대상일 뿐 죄가 아니다. 간통에 대한 처벌은 배우자와의 애정이 깨진 다음에도 결혼생활을 유지토록 강요함으로써 인간의 존엄성을 침해한다."는 주장이 다수의견이
된 2015년 2월 26일에는 재판관 9명 중에서 위헌 7명, 합헌 2명으로 "형법 241조(간통)는 헌법에 위반된다"라고 결정하여 간통죄의 효력이 상실되었고, 2016년 1월 6일 형법에서 삭제되었다. 이로써 간통은 민사상 손해배상청구의 대상으로만 남았다.

## 판례
- 배우자의 간통 사실을 알고 난 후 그 상대방으로부터 배우자를 더 이상 만나지 않겠다는 합의각서를 받은 경우에는 간통의 유서에 해당한다.[11]
- 남편이 아내를 상대로 제기한 이혼소송의 항소심에서 남편이 승소하였으나 아내가 이에 불복 상고한 상태에 있는 경우 아내가 간통을 종용하였다고 볼 수 없다.[12]
- 상간자를 달리하여 간통행위를 한 경우에도 고소 및 고소의 취소는 다른 상간자에게는 그 효력이 미치지 않는다.[13]
- 간통피고사건에 대한 제1심 판결선고 후에 고소인의 이혼심판청구사건이 취하간주된 경우에는 간통고소는 소급하여 효력을 상실하고 간통의 상간자가 이미 유죄판결을 받아 확정되었어도 마찬가지다.[14]
- 간통고소는 고소 당시 이혼소송을 제기하였다고 하더라도 그 소송이 취하되는 경우(소장이 각하된 경우)에는 소급하여 그 효력을 상실하게 된다.[15]
- 협의이혼 등의 방법으로 혼인 해소의 목적을 달성하게 되어 이혼소송을 취하한 경우 간통고소는 ‘혼인관계의 부존재’라는 고소의 유효조건을 충족시키고 있어 여전히 유효하게 존속한다.[16]
- 배우자 있는 부녀와 간통행위를 하고, 이로 인하여 그 부녀가 배우자와 별거하거나 이혼하는 등으로 혼인관계를 파탄에 이르게 한 경우 그 부녀와 간통행위를 한 제3자(상간자)는 그 부녀의 배우자에 대하여 불법행위를 구성하고, 따라서 그로 인하여 그 부녀의 배우자가 입은 정신상의 고통을 위자할 의무가 있다고 할 것이나, 이러한 경우라도 간통행위를 한 부녀 자체가 그 자녀에

대하여 불법행위책임을 부담한다고 할 수는 없고, 또한 간통행위를 한 제3자(상간자) 역시 해의(해의)를 가지고 부녀의 그 자녀에 대한 양육이나 보호 내지 교양을 적극적으로 저지하는 등의 특별한 사정이 없는 한 그 자녀에 대한 관계에서 불법행위책임을 부담한다고 할 수는 없다.

### 죄수
- 간통죄는 각 성교행위마다 1개의 간통죄가 성립한다.[13]

## 같이 보기
- 간음
- 동거
- 불륜
- 이혼
- 자유 연애
- 혼전 성교
- 대한민국 형법 제241조
- 위헌법률심판